# ظيكميات
ظَيْكّمِيَّيات (الاسم العلمي: Gymnolaemata)، طائفة حيوانات طحلبية من المرجانيات. فصائلها وأجناسها عديدة معظمها بحري وبعضها يعيش في المياه العذبة. أفواها عادمة الدرقة. لوامسها دائرية الانتشاب صحنية الارتكاز.